# Stella polare

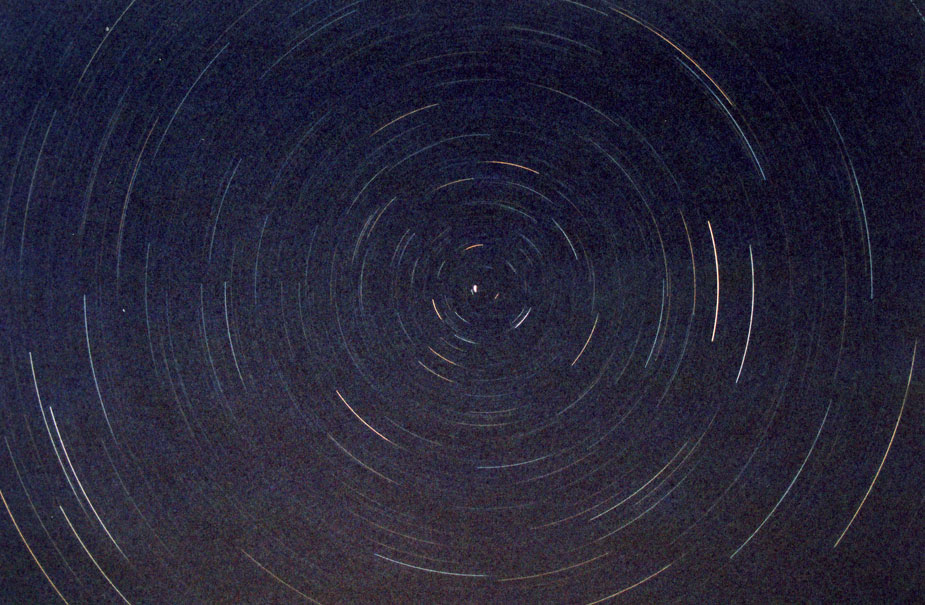
Immagine raffigurante le "tracce" (star trails) lasciate dalle stelle mentre "ruotano" intorno al polo celeste.

La stella polare è una stella visibile ad occhio nudo che si trova approssimativamente allineata con l'asse di rotazione di un pianeta, indicandone uno dei poli celesti. La stella polare per antonomasia è quella che nell'attuale epoca precessionale indica il polo nord celeste della Terra, ovvero α Ursae Minoris, nota anche come Polaris.
La stella polare fa parte della costellazione dell'Orsa Minore o Piccolo Carro.
Nel corso della storia sono state diverse le stelle a fregiarsi del titolo di stella polare, da Vega a Thuban passando per γ Cephei; questo perché l'asse di rotazione terrestre compie una traiettoria circolare (precessione) sulla sfera celeste nell'arco di 26000 anni circa; il fenomeno prende il nome di precessione dell'asse terrestre.
Potenzialmente vi sono sia una stella polare boreale sia una stella polare australe; quest'ultima, nell'epoca precessionale attuale, è σ Octantis.

## Descrizione

La rotazione delle stelle attorno al polo nord celeste. Le costellazioni schematizzate sono l'Orsa Maggiore e Cassiopea. Al centro si trova Polaris, la stella polare boreale.

Una stella polare è situata nei pressi di uno dei due poli celesti. Potenzialmente un pianeta possiede due stelle polari, una per il polo nord e l'altra per il polo sud, ma l'esistenza di una stella polare dipende dall'effettiva disposizione delle diverse stelle sulla sfera celeste: infatti, potrebbero non esserci stelle sufficientemente luminose da esser visibili ad occhio nudo in prossimità del polo, tanto che spesso si ricorre ad eventuali allineamenti tra stelle luminose per constatare approssimativamente la direzione del polo.
Nella navigazione astronomica, la sua posizione è un'indicatrice infallibile della direzione di un polo geografico, e la sua altezza angolare permette di determinare la latitudine. Per via del suo allineamento con l'asse di rotazione, una stella polare è percepita come immobile da un osservatore situato sul pianeta, mentre le altre stelle visibili sembrano descrivere un moto circolare attorno al polo nel corso della notte.

## Cambiamento secolare della Stella polare
Le stelle che si fregiano del "titolo" di polare cambiano nel corso del tempo, poiché le stelle sono soggette ad un lento ma costante spostamento rispetto all'asse terrestre. La causa primaria di tale spostamento è dovuta ad un moto dell'asse stesso, detto precessione dell'asse terrestre, che fa sì che i poli compiano una traiettoria circolare sulla sfera celeste nel corso di 26000 anni; al moto precessionale si aggiunge, su scala temporale più ampia, anche il moto proprio delle stelle, ovvero lo spostamento spaziale effettivo che esse compiono all'interno della galassia.

### Al polo nord

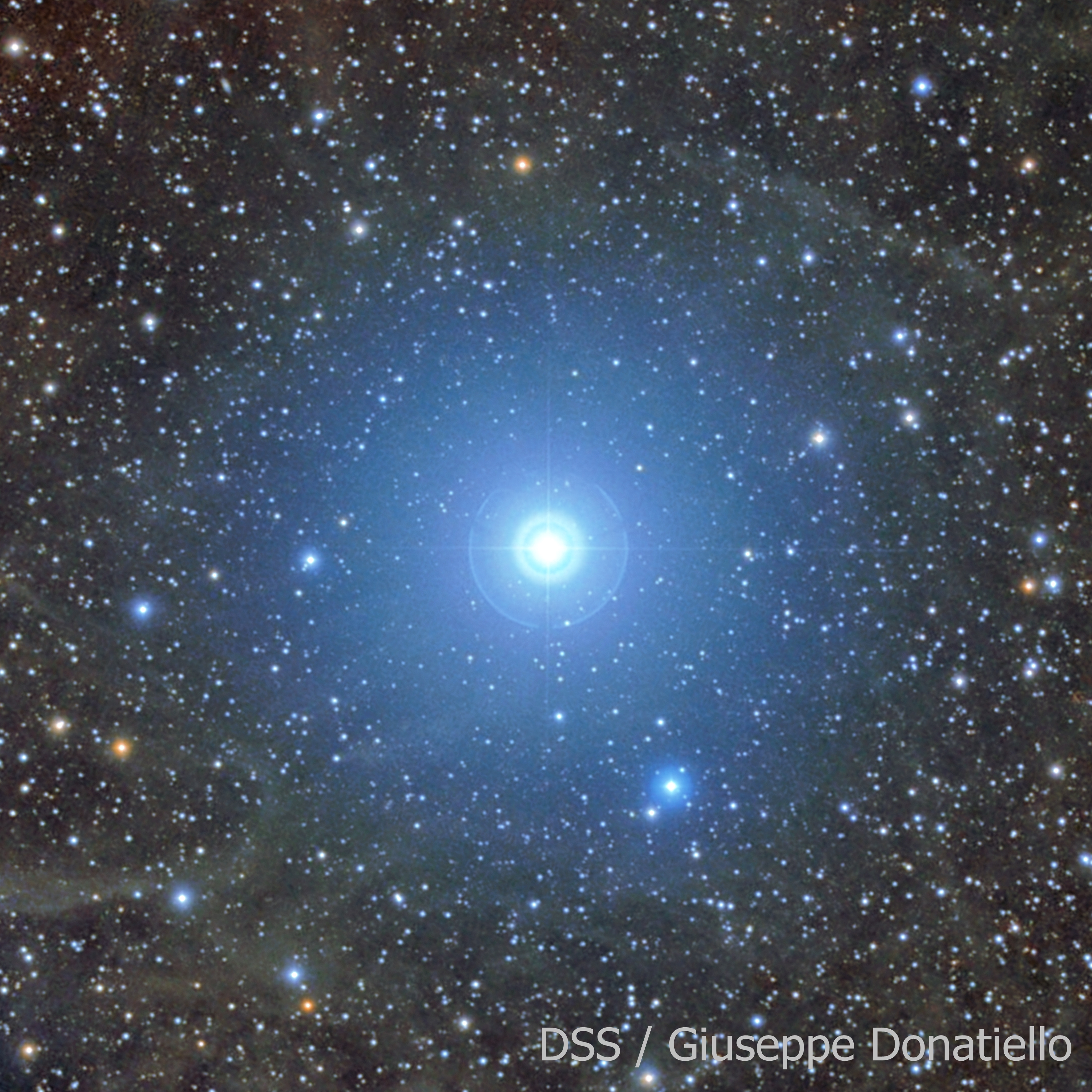
Stella Polare (α UMi - 1 UMi)

All'epoca attuale, la stella polare boreale è Polaris (α Ursae Minoris), che possiede una declinazione di 89° 15′ 50,8″. Essa, tenendo conto dei sopraccitati valori di moto proprio e di precessione, raggiungerà una declinazione massima di 89° 32′ 23″, ovvero una distanza minima dal polo nord celeste di 1657" o 0,4603°; tale evento si verificherà nel febbraio 2102. Tuttavia la sua minima distanza apparente dal polo nord celeste, tenuti conto dei fenomeno di nutazione ed aberrazione, sarà di 1629" o 0,4526° (con una declinazione di 89° 32′ 50,62″) e verrà raggiunta il 24 marzo 2100.
La tabella sottostante raggruppa le stelle di magnitudine apparente inferiore a 3,5 che saranno più prossime al polo nord celeste nelle diverse epoche precessionali.

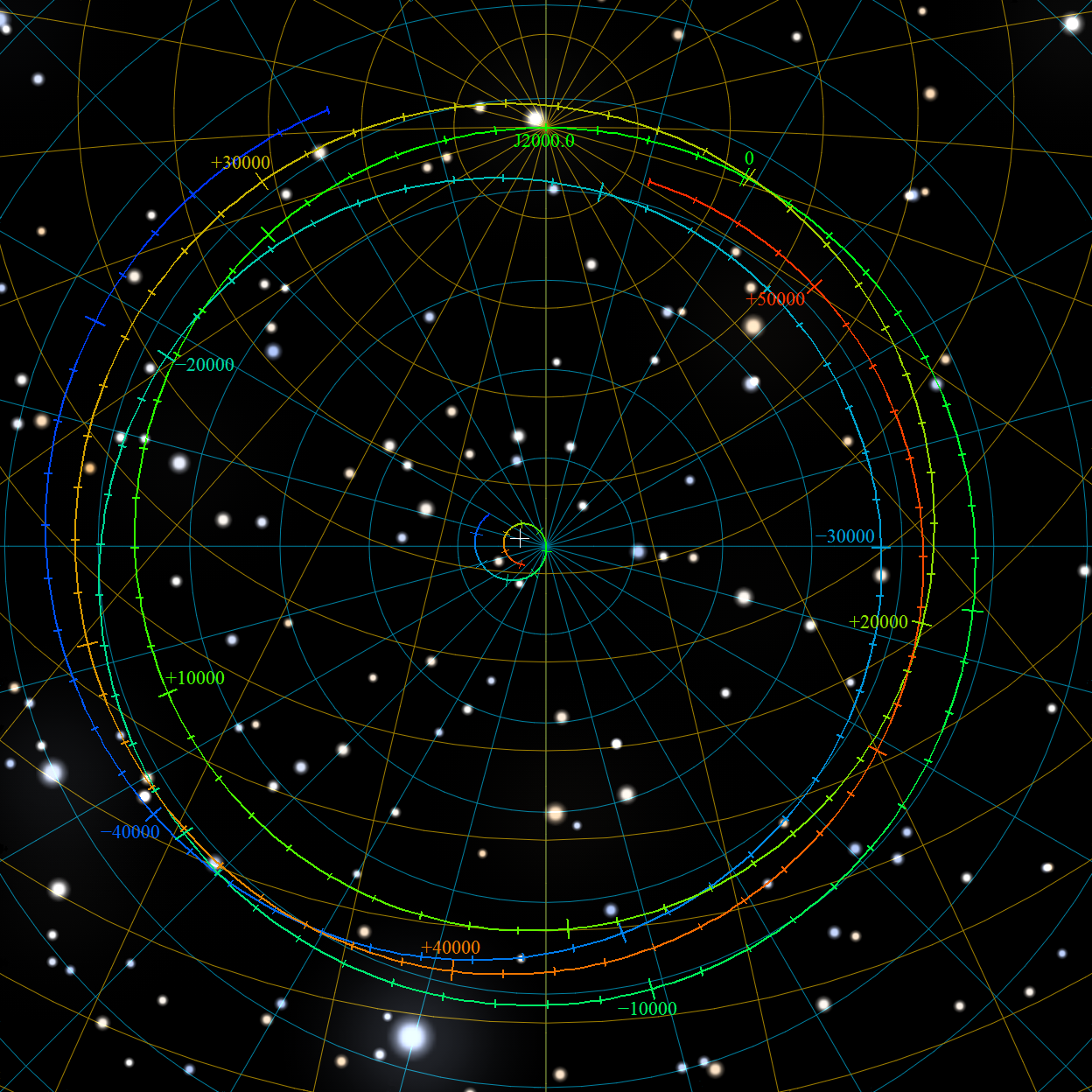
La proiezione del percorso di precessione del Polo Nord sul cielo fisso dell'epoca J2000.0 per l'intervallo di tempo da 48000 a.e.v. al 52000 a.e.c..

| Stella     | Magnitudine apparente | Periodo | Periodo | Distanza minima dal polo | Distanza minima dal polo |
| Stella     | Magnitudine apparente | Inizio  | Fine    | Anno                     | Angolo (°)               |
| ---------- | --------------------- | ------- | ------- | ------------------------ | ------------------------ |
| Polaris    | 2,0                   | 450     | 3100    | 2100                     | 0,4                      |
| Alrai      | 3,2                   | 3100    | 5300    | 4200                     | 0,3                      |
| ι Cephei   | 3,5                   | 5300    | 7100    | 6400                     | 0,4                      |
| Alderamin  | 2,4                   | 7100    | 9300    | 7600                     | 3,6                      |
| η Cephei   | 3,4                   | 9300    | 9400    | 9300                     | 9,6                      |
| Deneb      | 1,2                   | 9400    | 11600   | 10900                    | 3,5                      |
| δ Cygni    | 2,9                   | 11600   | 13700   | 12500                    | 0,6                      |
| Vega       | 0,03                  | 13700   | 15700   | 14600                    | 3,9                      |
| π Herculis | 3,2                   | 15700   | 16900   | 16400                    | 6,8                      |
| Eltanin    | 2,2                   | 16900   | 17600   | 16900                    | 7,6                      |
| η Herculis | 3,5                   | 17600   | 19200   | 18000                    | 7,9                      |
| ι Draconis | 3,3                   | 19200   | 23000   | 21300                    | 3,1                      |
| Pherkad    | 3,0                   | 23000   | 23100   | 23100                    | 9,0                      |
| Kochab     | 2,1                   | 23100   | 26200   | 24700                    | 3,7                      |

### Al polo sud
σ Octantis è attualmente la stella visibile ad occhio nudo più vicina al polo sud celeste, ma la sua luminosità piuttosto debole non la rende un valido indicatore immediatamente utilizzabile per indicare il polo sud. Per questo motivo viene convenzionalmente utilizzata come puntatore del sud la piccola ma brillante costellazione della Croce del Sud, sfruttando essenzialmente l'allineamento, in direzione nord-sud, tra le stelle γ (Gacrux) ed α (Acrux). All'equatore è possibile osservare sia Polaris sia la Croce del Sud.
La tabella sottostante raggruppa le stelle di magnitudine apparente inferiore a 3,5 che saranno più prossime al polo sud celeste nelle diverse epoche precessionali.

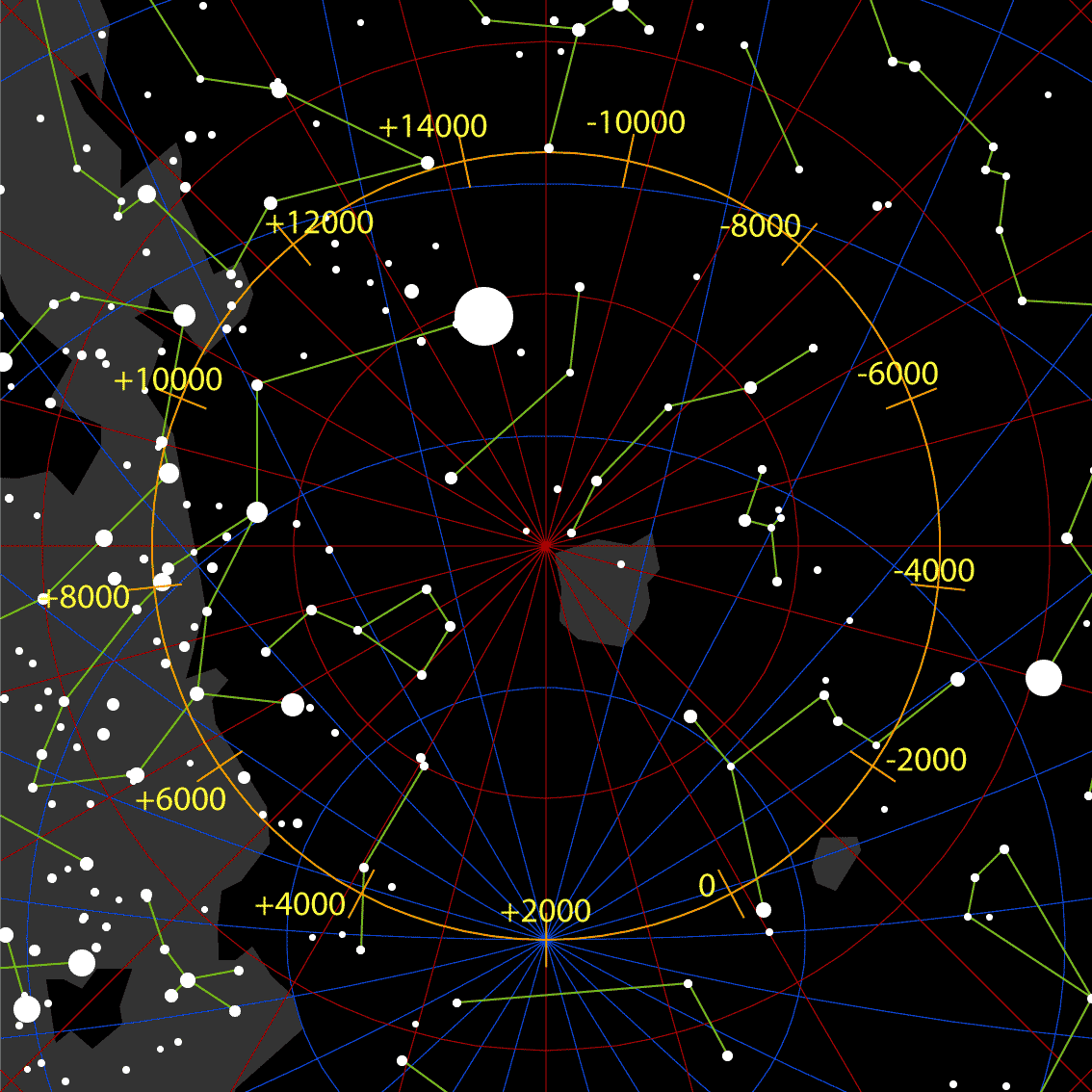
La precessione del polo sud sulla volta celeste.

| Stella     | Magnitudine apparente | Periodo | Periodo | Distanza minima dal polo | Distanza minima dal polo |
| Stella     | Magnitudine apparente | Inizio  | Fine    | Anno                     | Angolo (°)               |
| ---------- | --------------------- | ------- | ------- | ------------------------ | ------------------------ |
| β Hydri    | 2,8                   | 1300    | 5100    | 4150                     | 3,5                      |
| γ Hydri    | 3,2                   | 5100    | 6300    | 5100                     | 6,9                      |
| α Hydri    | 2,9                   | 6300    | 7500    | 6500                     | 8,5                      |
| α Reticuli | 3,3                   | 7500    | 8400    | 8400                     | 9,4                      |
| α Doradus  | 3,3                   | 8400    | 12100   | 10000                    | 5,0                      |
| β Columbae | 3,1                   | 12100   | 13000   | 13000                    | 9,8                      |
| ν Puppis   | 3,2                   | 13000   | 15700   | 14700                    | 0,2                      |
| σ Puppis   | 3,2                   | 15700   | 17600   | 16600                    | 1,1                      |
| γ Velorum  | 1,8                   | 17600   | 19300   | 18500                    | 1,1                      |
| δ Velorum  | 1,9                   | 19300   | 19800   | 19300                    | 4,4                      |
| φ Velorum  | 3,5                   | 19800   | 20500   | 20500                    | 1,5                      |
| κ Velorum  | 2,5                   | 20500   | 21000   | 20800                    | 0,1                      |
| N Velorum  | 3,2                   | 21000   | 21500   | 21000                    | 1,4                      |
| ι Carinae  | 2,2                   | 21500   | 21800   | 21500                    | 2,9                      |
| q Carinae  | 3,4                   | 21800   | 22500   | 22400                    | 2,1                      |
| θ Carinae  | 2,8                   | 22500   | 23400   | 22800                    | 0,6                      |
| ω Carinae  | 3,3                   | 23400   | 27000   | 23900                    | 2,4                      |

## Su altri corpi celesti

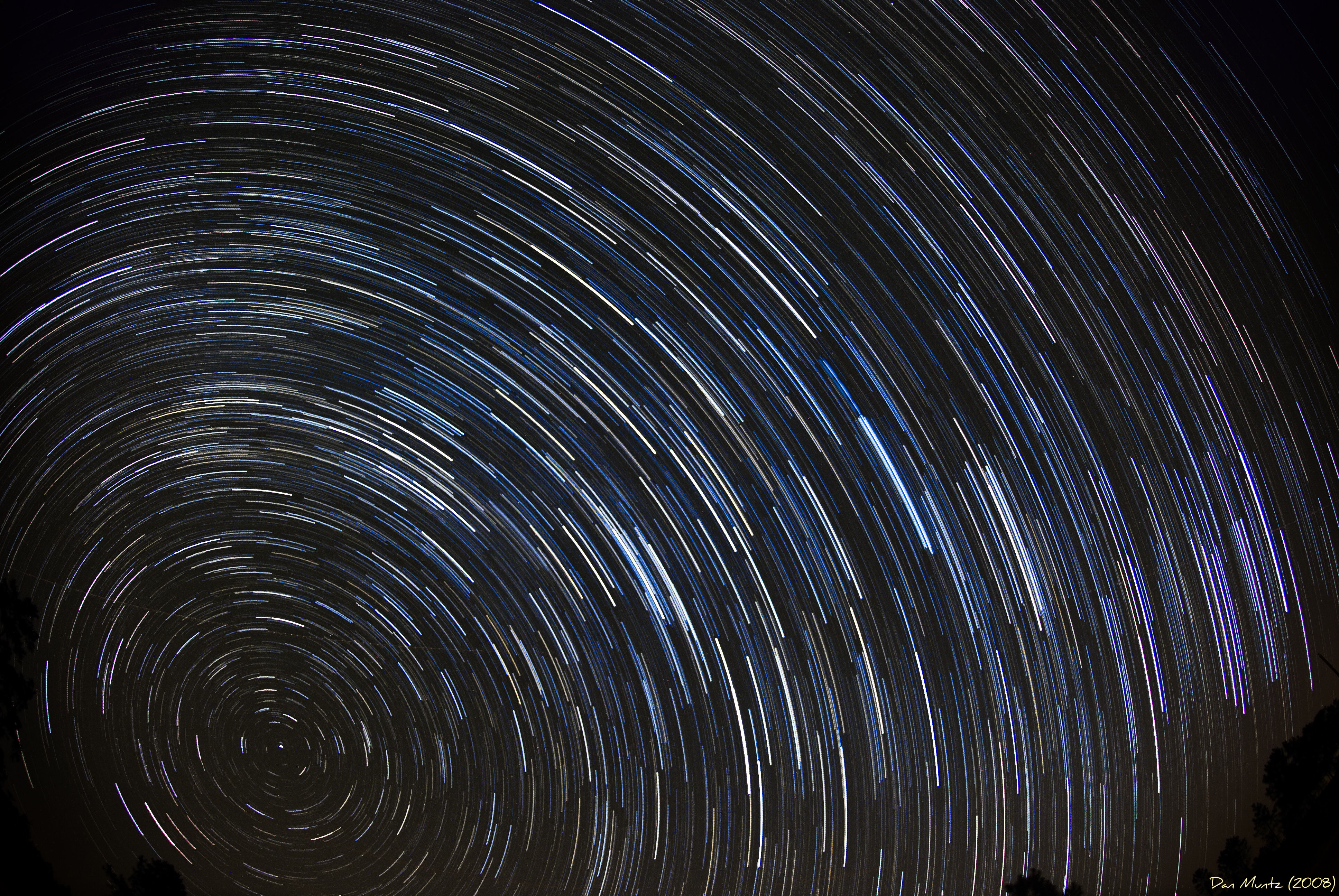
Stelle in rotazione attorno al polo nord celeste.

La definizione di stella polare vale anche per gli altri pianeti del sistema solare; tuttavia essi hanno delle stelle polari diverse da quelle della Terra poiché il loro asse di rotazione è orientato diversamente rispetto a quello terrestre. Segue un elenco delle stelle polari di altri corpi del nostro sistema planetario.
- α Pictoris è la stella polare meridionale di Mercurio, mentre la sua stella polare settentrionale è ο Draconis.[3]
- δ Doradus è la stella polare australe della Luna.
- κ Velorum si trova a pochi gradi dal polo sud celeste di Marte, mentre la coppia Sadr-Deneb, nel Cigno, punta il polo nord celeste del pianeta.[4]
- δ Octantis è la polare australe di Saturno.
- 15 Orionis è la polare meridionale di Urano.

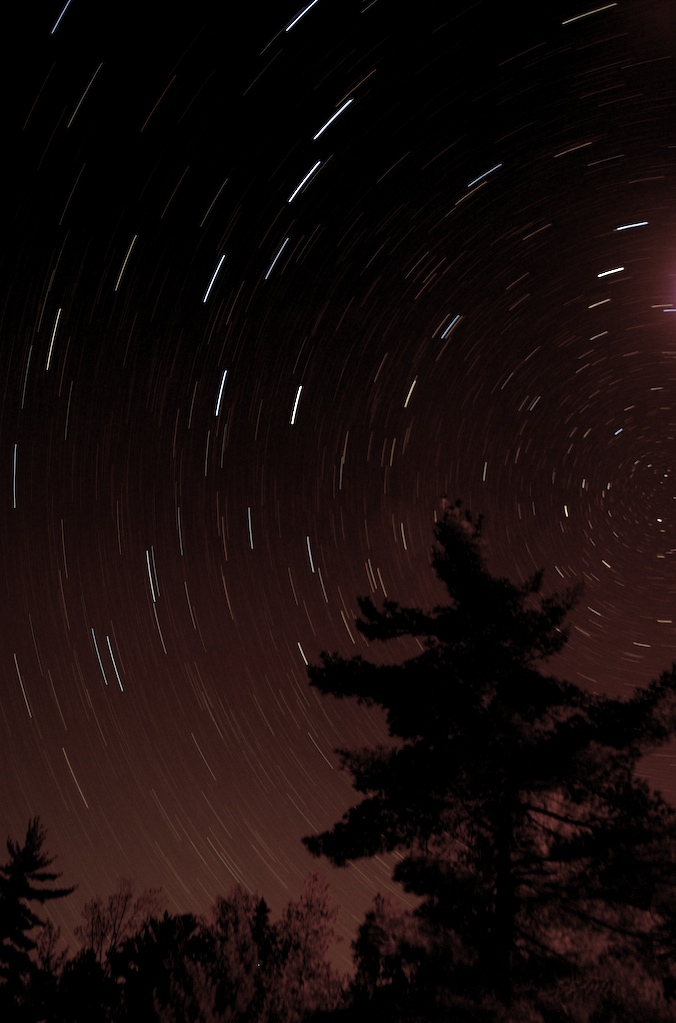
Archi di circonferenza prodotti dalle stelle in rotazione attorno al polo nord celeste.

Alcuni asteroidi hanno più di un asse di rotazione, genericamente a causa di eventuali impatti con altri corpi di massa paragonabile. Questi asteroidi, in virtù della combinazione del duplice moto rotatorio indotto dai due assi, non possiederebbero alcuna stella polare.
Le coordinate dei poli celesti dei pianeti del sistema solare sono mostrate nella tabella seguente.
| Pianeta  | Polo nord celeste | Polo nord celeste | Polo sud celeste | Polo sud celeste |
| Pianeta  | AR                | DEC               | AR               | DEC              |
| -------- | ----------------- | ----------------- | ---------------- | ---------------- |
| Mercurio | 281,01            | +61,45            | 101,01           | −61,45           |
| Venere   | 272,76            | +67,16            | 92,76            | −67,16           |
| Terra    | —                 | +90,00            | —                | −90,00           |
| Marte    | 317,68            | +52,88            | 137,68           | −52,88           |
| Giove    | 268,05            | +64,49            | 88,05            | −64,49           |
| Saturno  | 40,56             | +83,54            | 220,56           | −83,54           |
| Urano    | 257,43            | −15,10            | 77,43            | +15,10           |
| Nettuno  | 299,36            | +43,46            | 119,36           | −43,46           |

## Nella mitologia
Nella mitologia indiana, la stella polare è chiamata Dhruva, dal nome di un leggendario ardente devoto del dio Visnù, che fu onorato al punto da essere collocato nel punto più alto del cielo. Veniva associata all'Orsa Maggiore.

### Carte celesti
- Tirion, Rappaport, Lovi, Uranometria 2000.0 - Volume I & II, Richmond, Virginia, USA, Willmann-Bell, inc., 1987, ISBN 0-943396-15-8.
- Tirion, Sinnott, Sky Atlas 2000.0, 2ª ed., Cambridge, USA, Cambridge University Press, 1998, ISBN 0-933346-90-5.
- Tirion, The Cambridge Star Atlas 2000.0, 3ª ed., Cambridge, USA, Cambridge University Press, 2001, ISBN 0-521-80084-6.